# Rinaldo Prandoni
Rinaldo Prandoni (Busto Arsizio, 25 settembre 1939) è un paroliere, compositore e cantautore italiano. Chitarrista, col tempo è diventato poi anche arrangiatore, trascrittore e perito musicale.

## Biografia
A quindici anni inizia a studiare musica con i Mandolinisti Bustesi; a 17 anni fa parte come chitarrista del "Quintetto Arlecchino".
Nel 1960 inizia la sua carriera professionale come chitarrista nel complesso di Piero Giorgetti, ex-cantante di Carosone; firma poi un contratto con la Decca Records e per qualche anno si dedica all'attività solista.
Nel 1964 fonda il quintetto dei "Fairplayers", con il quale si esibisce nei più importanti locali da ballo e night clubs di tutta Italia fino al 1970.
Negli anni '70 guida un altro proprio gruppo (In tre sulla strada, con a Claudio Tiscione al basso e Walter Comizzoli alla batteria).
Il trio incide nel 1972 un album che prende il nome da quello del gruppo, pubblicato dalla Radio Records.
Scrive poi canzoni per Nada, Sacha Distel, Rita Pavone, Peppino di Capri e Dalida (in collaborazione con Misselvia).
Dal 1970 si dedica all'editoria musicale, lavorando per le Edizioni musicali Francis Day; con lo pseudonimo Complex compone alcuni brani per i "Vocals" da lui guidati e per i gruppi di rock progressivo Lydia e gli Hellua Xenium e Scorpyo.
Nel 1972 incide con Klaus Tiscione (basso) e Walter Comizzoli (batteria) l'album "In tre sulla strada". Ha partecipato nello stesso anno allo Zecchino d'Oro con  il brano Cik e Ciak.
Dal 1980 al 1985 fa parte dell'orchestra di Antennatre Lombardia diretta da Tino Pigni.
Dal 1986 abbandona definitivamente l'attività di musicista per ritornare al campo editoriale, collaborando con le Edizioni EMI Voce del Padrone, PolyGram e Universal.
Nel 2004 scrive il copione della commedia musicale "Giuliana", ispirata alla figura della Beata Giuliana Puricelli, con musiche di Tino e Romeo Pigni.
Nel 2005 lascia definitivamente l'attività professionale e per alcuni anni è articolista per "Il Popolo del Blues", testata musicale web.
Continua comunque l'attività di trascrittore e perito musicale.
Ha attualmente sul web un sito personale sotto il nominativo: www.rinaldoprandoni.jimdo.com

## Le principali canzoni scritte da Rinaldo Prandoni
Abbiamo indicato solo il primo interprete, gli autori della musica e gli eventuali collaboratori al testo.
- 1964 - Mi piace la gente per Lalla Castellano
- 1966 - Qui ritornerà per Rita Pavone (in collaborazione con Carlo Nistri; testo originale di Les Reed, musica di Barry Mason)
- 1966 - Ora siamo qui per Peppino Di Capri e I Giganti (versione originale di Les Reed-Barry Mason)
- 1969 - Les bicyclettes de Belsize per Nada (in collaborazione con Misselvia; testo originale di Les Reed, musica di Barry Mason)
- 1969 - Un giorno o l'altro per Sacha Distel
- 1970 - La mia vita è una giostra per Dalida (in collaborazione con Misselvia; testo originale di Les Reed, musica di Barry Mason)
- (1970/71) -Strega (Black Magic Woman) / Il cuore brucia (Into the fire) per I Vocals
- 1972 - Favola per Dominga
- (1973) - Il cigno nero per The Yankees
- 1973 - Diluvio per Lydia e gli Hellua Xenium (musica di Fernando Lattuada)
- 1973 - Conoscevo un uomo per Lydia e gli Hellua Xenium (musica di Fernando Lattuada)
- 1973 - Destinazione infinito per Scorpyo (musica di Fernando Lattuada)
- 1973 - Visioni per Scorpyo (musica di Fernando Lattuada)
- 1973 - L'uomo ragno è qua per Il Ragno
- 1973 - Gordon Flash per gli Space People
- (1974) - La mia voce (Celebration) per gli Aquarium

## Discografia parziale

### 45 giri
- 1964 - Se il mondo capisse/Una lunga storia (Decca Records, FI 701)
- 1965 - In un giorno d'estate/Molto bene (Decca Records, FI 705)
- 1966 - Ero un vagabondo/Ora siamo qui (con Lalla Castellano)  (Decca Records, FI 708)
- 1972 - Esperienza/Dopo la notte (CGO, RP 612)

### 33 giri (con "I tre sulla strada")
- 1972 - In tre sulla strada (Radio Records, RRS 153)